# Ernest Gérard
Pour les articles homonymes, voir Gérard.
Ernest Gérard, né à Mouy le 23 février 1863 et mort à Lille le 28 septembre 1935, est un professeur de pharmacie lillois,

## Biographie
Ernest Gérard est interne des hôpitaux de Paris en 1887 et devient pharmacien en 1890. Il commence en tant que préparateur des travaux de chimie pour Émile Jungfleisch à l’École de Pharmacie de Paris.  Il est docteur en médecine en 1895. En 1898, il est agrégé de pharmacie de Toulouse. Ses recherches portent sur le cholestérol, les fermentations et l'alimentation. 

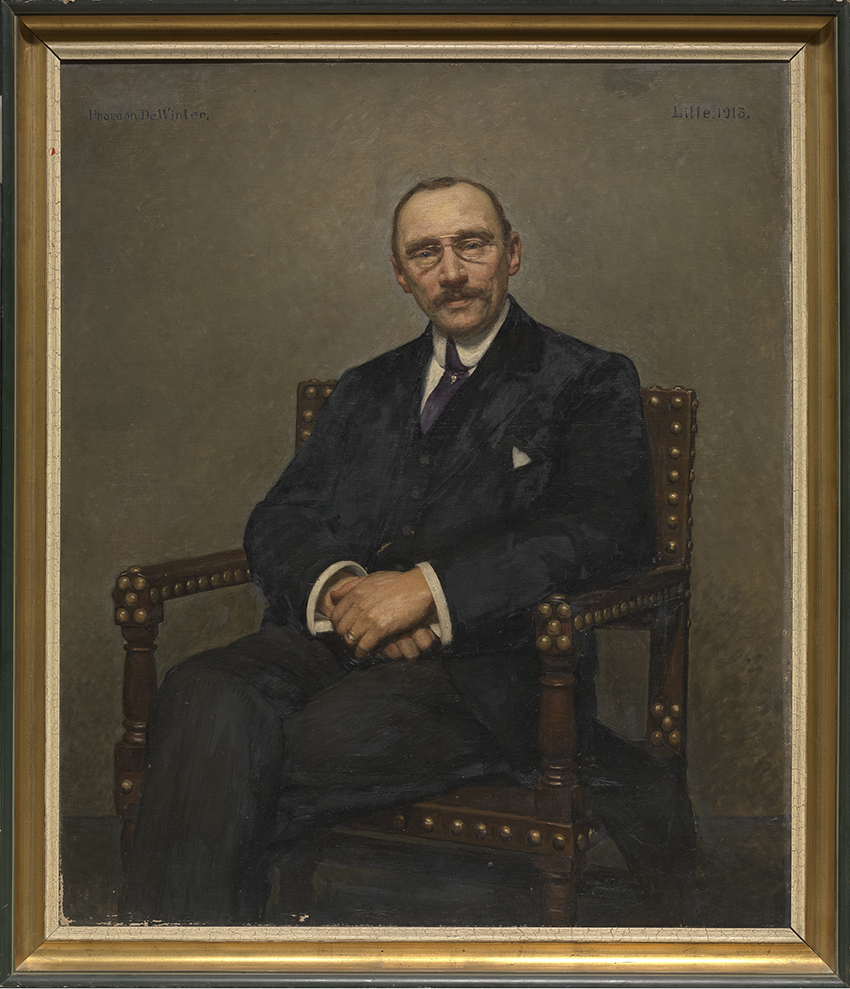
Son portrait en 1913 par Pharaon de Winter

En 1901, il est nommé professeur de pharmacie à la Faculté de Médecine et de Pharmacie de l'Université de Lille sur la chaire d'Henri Lotar (d) (1836-1898) brièvement remplacé par Eugène Deroide (d) (1863-1900).  Il y fera toute sa carrière jusqu’à sa retraite en 1933 .  Il rédige des ouvrages didactiques de référence, il s'investit fortement dans l'enseignement, Raymond Delaby (d) et Eugène Avinée (d) furent ses étudiants. Durant la Première Guerre mondiale, il est membre du Comité de Ravitaillement en médicament du Nord de la France. 
Il est correspondant de physique et chimie médicales de l'Académie nationale de médecine à partir de 1919.

## Publications majeures
- 1897 Sur la possibilité d'une intoxication lente après ingestion de sous-nitrate de bismuth dans certains états pathologiques de l'estomac, Toulouse : impr. de Marquès, 13 pages[5]
- 1903 Traité des urines, l'analyse des urines considérée comme un des éléments de diagnostic, Paris : Vigot frères, 1903, 492 pages[6]
- 1905-1921 Formulaire et consultations médicales, Paris : E. Vigot frères, (10 éditions) avec Georges Lemoine puis Emmanuel Doumer (d) et Julien Vanverts en 1909[7]
- 1908 Traité pratique d'analyse des denrées alimentaires, Paris : Vigot frères, 598 pages avec A Bonn[8]
- 1909 Nouvelles recherches sur le traitement de la tuberculose par la paratoxine, basée sur l'action antitoxique du foie, Paris : Vigot frères, 62  pages, avec Georges Lemoine [9]
- 1910 Précis de pharmacie galénique, 2e édition, Paris : A. Maloine, 588 pages[10]
- 1912 Précis de manipulations de pharmacie : essai des médicaments, guide pour les travaux pratiques de pharmacie, Paris : A. Maloine, 372 pages[10]